# Andrea Sógor
Andrea Farkas; z domu Sógor (ur. 1 września 1969 w Budapeszcie) – była węgierska piłkarka ręczna, wielokrotna reprezentantka kraju, bramkarka.
Jej największym osiągnięciem były dwa medale igrzysk olimpijskich. W 1996 r. w Atlancie zdobyła brązowy medal, z kolei 2000 r. w Sydney medal srebrny.
Zdobyła również wicemistrzostwo Świata w 1995 r., a także brązowy medal mistrzostw Europy w 1998 r. w Holandii.
Występowała w wielu znakomitych klubach m.in. Krym Lublana, Győri ETO KC czy Dunaferr SE.
Odznaczona Orderem Zasługi Republiki Węgierskiej.